# فرقة المشاة 242 (فيرماخت)
فرقة المشاة 242 فرقة من الجيش الألماني في الحرب العالمية الثانية.

## ترتيب المعركة 1944
القادة
- جينيرال لوتنانت يوهانس باسلر - في القيادة من التشكيل (20 يوليو 1943) حتى 26 أغسطس 1944

الوحدات